# Casa a la plaça Vella, 8
La Casa a la plaça Vella, 8 és una obra de Calldetenes (Osona) protegida com a Bé Cultural d'Interès Local.

## Descripció
Es tracta d'un edifici entre mitgeres, de planta baixa i dos pisos superiors, coberta a dos aigües. Les obertures s'organitzen en tres eixos verticals. Són de llinda plana amb brancals de carreus de pedra. Destaca la llinda del portal d'entrada, on hi apareix la data "1681" inscrita.